# 生命之歌～另一章～
《LIFE is... 〜another story〜》（生命之歌～另一章～），日本男歌手平井堅的第18張單曲。2003年5月8日發行。

## 概述
- 平井堅2003年的第一張單曲。
- 第五張專輯《LIFE is...》中的Re-cut單曲，之後收錄於精選輯《愛歌成癡》。
- 與專輯版的編曲不同，由龜田誠治製作。

## 收錄曲目
1. 生命之歌～另一章～
  - 作詞、作曲：平井堅／編曲：龜田誠治
  - TBS電視台連續劇《帥哥醫生》主題歌
  - GameBoy Advance《Fire Emblem》電視廣告曲
2. 眨眼之間（まばたき）
  - 作詞：平井堅、鈴木大／作曲：Hidekazu Edward Uchiike／編曲：Maestro-T
  - NHK開播50周年特別節目《南極計劃》主題曲
3. Come Back ～FILUR Deep Down & Low Remix～
  - Words: Ken Hirai、Angie Irons ／Music: T.KURA（Giant Swing Productions）、Angie Irons／Remix：FILUR
4. LIFE is... ～another story～ (instrumental)

## 外部連結
- Sony Music的作品介紹
  - 通常盤 （页面存档备份，存于）